# لاين بوردن
لاين بوردن (بالإنجليزية: Iain Borden)‏ هو باحث بريطاني، ولد في 1962.